# Tassudsch
Tassudsch war eine persisch/türkische Masseneinheit (Gewichtsmaß) für kostbare Waren, wie z. B. Rosenöl.
- 1 Tassudsch = 1/24 Metikal/Mitskal/Muskati/Exaji (bulgar. Name) = 0,20016 Gramm (errechn.)

Die Maßkette war
- 1 Metikal = 1½ Drachmen = 6 Danek = 24 Tassudsch = 4,803887 Gramm